# Graham T. Allison

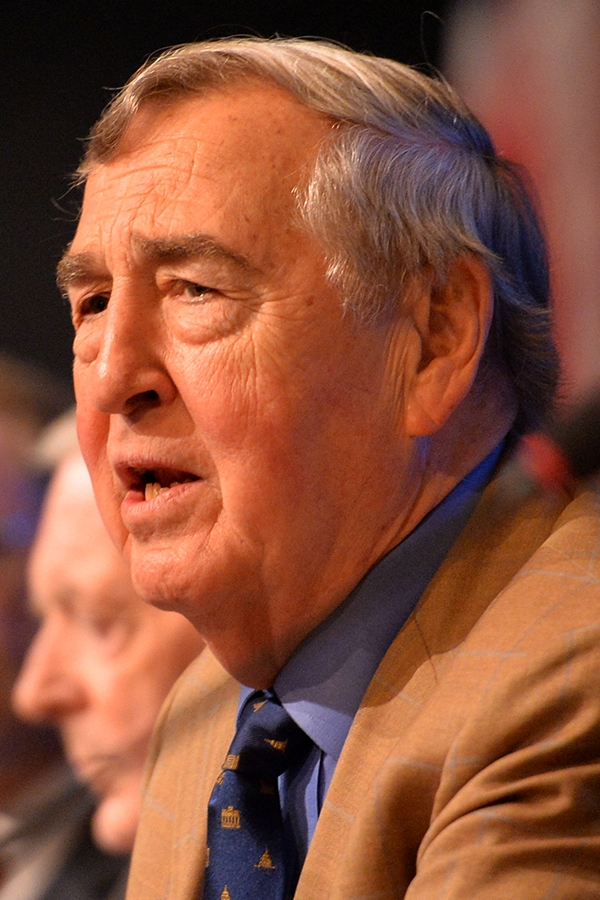
Graham T. Allison (2017)

Graham Tillett Allison (* 23. März 1940 in Charlotte, North Carolina) ist ein US-amerikanischer Politikwissenschaftler, der als Professor an der Harvard University lehrt.

## Werdegang
Allison besuchte von 1958 bis 1960 das Davidson College und wechselte dann mit einem Marshall-Stipendium an die Harvard University, wo er 1962 seinen Bachelor in Geschichte erhielt. 1964 machte er einen Master-Abschluss an der britischen University of Oxford, kehrte dann nach Harvard zurück, wo er 1968 zum Ph.D. promoviert wurde. Im selben Jahr begann seine Lehrtätigkeit an der Harvard University, erst als assistant professor, ab 1970 als associate professor und seit 1972 als full professor. 2014 wurde Allison in die American Academy of Arts and Sciences gewählt. Bis 2017 war er zudem Direktor des Belfer Center for Science and International Affairs.

## USA und China in der „Falle des Thukydides“?
In seinem Buch Destined for war. Can America and China escape Thucydides's trap? (2017) hält Allison einen militärischen Konflikt zwischen den USA und der Volksrepublik China für wahrscheinlich und begründet die Prognose mit der „Falle des Thukydides“. Der griechische Stratege und Geschichtsschreiber Thukydides sah die Ursache des Peloponnesischen Krieges im 5. Jahrhundert v. Chr. darin, dass Athen an Bedeutung gewann, was in Sparta Furcht auslöste und den Krieg unausweichlich machte. Allison analysierte sechzehn vergleichbare Staaten-Rivalitäten aus den letzten 500 Jahren, bis auf vier endeten alle im Krieg.

## Schriften (Auswahl)
- Destined for war. Can America and China escape Thucydides's trap? Houghton Mifflin Harcourt, Boston 2017, ISBN 978-0-54493-527-3.
- Nuclear terrorism. The ultimate preventable catastrophe. Times Books/Henry Holt, New York 2004, ISBN 978-0-8050-7651-6.
- Rethinking America's security. Beyond Cold War to new world order. Norton, New York 1992, ISBN 978-0-39396-218-5.
- mit Joseph Nye & Albert Carnesale: Fateful visions. Avoiding Nuclear Catastrophe. Cambridge 1988, ISBN 0-88730-272-6.
- Essence of decision. Explaining the Cuban missile crisis. Little, Brown and Company, Boston 1971, ISBN 978-0-67339-412-5.